# Rdeča raketa (film)
Rdeča raketa je slovenski mladinski dramski film iz leta 2015. Režiser Vojko Anzeljc je scenarij napisal z Matjažem Pikalom, ki je istega leta izdal istoimenski mladinski roman.
Zgodba se odvija v okolici Sežane. Glavni igralci so morali uporabljati kraški dialekt. Film je poklon Srečku Kosovelu in njegovi pesmi Rdeča raketa.

### Zgodba
Šestnajstletni Jan je sin ločenih staršev. Zaradi prestopkov mu grozi popravni dom, zato sestavi avto Rdeča raketa, s katerim bi pobegnil skupaj z dekletom in najboljšim prijateljem. 

### Financiranje
Delovni naslov je bil Karlo. Projekt je ocenjen na 410.050 evrov, RTV Slovenija je prispevala 328.040 evrov.

## Odziv pri kritikih in gledalcih

### Kritiki
Matevž Jerman (Gremo v kino na 3. programu Radia Slovenija (ARS)) je Kogovška označil za karizmatičnega igralca. Izbira drugega kraja namesto Ljubljane se mu je zdela osvežujoča. Zdelo se mu je, da se je kraj dogajanja izognil digitalni revoluciji in da tako ne bo pritegnil publike, na katero cilja, saj ta živi v digitalni dobi. Opazil je, da se film navdihuje pri klasikih cestnega žanra, vendat sprejme preveč enostavnih kompromisov in se konča tam, kjer bi se moral začeti.
Marcel Štefančič jr. je napisal, da ne razume reakcij odraslih na nedolžno obnašanje trojice prijateljev. Ni mu bilo všeč, da film najstnike obravnava kot otroke. Njihovih barabij ni mogel jemati resno. Čustveni zlom lika Filačeve na koncu filma je označil za prizor, ki bi v drugi kinematografiji ustvaril zvezdo.

### Obisk v kinu
Film je videlo 2093 gledalcev.

## Zasedba
| - Aljoša Bregar: Jan Dragonja - Gaja Filač: Ana Flego - Jernej Kogovšek: Peter Vrečar - Jure Ivanušič: Igor Dragonja | - Iva Babić: Sonja Dragonja - Alenka Kozolc Gregurić: Andreja Polončič - Hana Fatur: Anina prijateljica - Lara Fatur: Anina prijateljica | - Ana Tavčar Pirkovič: Anina mama - Matjaž Pikalo: Ernest Flego - Ema Krpan: Ana kot otrok - Jaro Jesih: Petrov oče | - Jaša Vodičar: Peter kot otrok - Čedomir Bučar: prodajalec - Marjetka Gombač: vzgojiteljica - Iztok Jereb: Berto | - Leonida Jovanovič: profesorica - Sašo Klančnik: poštar - Franko Korošec: profesor Rogljič - Aleksandra Saša Prelesnik: policistka | - Florijan Skubic: policist - Janez Tarman: policist receptor - Miha Tozon: kmet |

## Ekipa
- fotografija: Miha Tozon
- glasba: Grega Peer (celjska skupina Stranci)[3]
- montaža: Janez Bricelj in Matevž Pirnat
- scenografija: Aleksandra Saša Prelesnik